# Сантьягу (Тавира)
Сантья́гу (порт. Santiago) — район (фрегезия) в Португалии, входит в округ Фару. Является составной частью муниципалитета Тавира. По старому административному делению входил в провинцию Алгарве (регион). Входит в экономико-статистический субрегион Алгарве, который входит в Алгарве. Население составляет 5904 человека на 2001 год. Занимает площадь 25,70 км².